# Старожилово (Красноярский край)
Старожилово — село в Назаровском районе Красноярского края России. Входит в состав Подсосенского сельсовета.

## География
Село расположено в 58 км к востоку от райцентра Назарово.

## История
В 1968 г. указом президиума ВС РСФСР поселок отделения № 4 Сахаптинского совхоза переименован в Старожилово.

## Население
| 2010 |
| ---- |
| 202  |

Гендерный состав
По данным Всероссийской переписи населения 2010 года 86 мужчин и 116 женщин из 202 чел.